# Savia Andina
Savia Andina es un grupo boliviano de música andina, formado en 1975 en Potosí. Sus integrantes son Gerardo Arias, Óscar Castro, Rafael Arias, Edwin Herrera, David Pérez y Martín Arias. Es considerado a menudo como unos de los grupos más importantes e influyentes de Bolivia.

## Historia
Savia Andina se originó como una agrupación de tres amigos de la ciudad de Potosí, Gerardo Arias, Eddy Navia y Óscar Castro. Con esta primera estructura comenzaron a componer música rock, formando en 1964 el grupo “Los Rebeldes”.
Tras dos años, Arias y Navia viajaron a Argentina para cursar estudios superiores. En este país formaron el dúo Arias – Navia y grabaron tres discos en los años 70. 
El 15 de julio de 1975 Navia y Mejía fundan el grupo e inician la grabación del primer disco, luego son invitados a una gira por Brasil junto a un ballet de música boliviana. Para participar en este evento se llamó también a Óscar Castro y Gerardo Arias, constituyendo así el cuarteto original de Savia Andina.

## Primera etapa 1970- 1980
Eddy Navia y Gerardo Arias tienen un pasado musical común. Primero como "los Rebeldes", grupo de rock en el que estaba incluido Oscar Castro. Más adelante Navia y Arias formaron un dúo con intensa actividad a partir de 1972, en este periodo grabaron algunos discos con charango y guitarra. Por otro lado, existe un Grupo llamado Tinkuna, de intensa actividad en Cochabamba y que es invitado a tocar en un concierto de Navia/Arias en la Casa de la Cultura en Cochabamba. El grupo Tinkuna, en el que participan Alcides Mejía y Toño Canelas, tiene la oferta de grabar un disco en La Paz por el sello M&S (SABA Ltda.). 
En el año 1974, Tinkuna tiene una intensa actividad con presentaciones en las ciudades de Santa Cruz, Cochabamba y La Paz. El grupo se desintegra y se conforma el dúo Los Togas con Mejía y Canelas como integrantes, presentándose en las Peñas de La Paz. Después de la salida de Canelas, Alcides Mejía contactó a Navía para la grabación de un disco, en el año 1975. Navía graba guitarra y charango, mientras Mejía se encarga de los vientos. En las canciones Virgenes del Sol y Chokolulu, Gerardo Arias colabora con la guitarra. Por casualidad, Navía encuentra a Oscar Castro y lo invita a colaborar con la percusión del disco.

El repertorio del disco tiene marcadas raíces rurales, puede identificarse por ejemplo: Danza del sicuri, Incallajta, Hombres y pueblos, Novia Santa Cruz, Cacharpaya del indio, sin embargo no cuentan con el nombre del grupo o álbum. Por una invitación para viajar junto al ballet folklórico de Marcela Urquidi a Brasil,  el Dúo Navía / Arias participa en los festejos del Sesquicentenario de Bolivia, organizado por los residentes bolivianos. De esta forma se realiza la 1.ª gira internacional como grupo con el nombre de Kollana a Campo Grande.

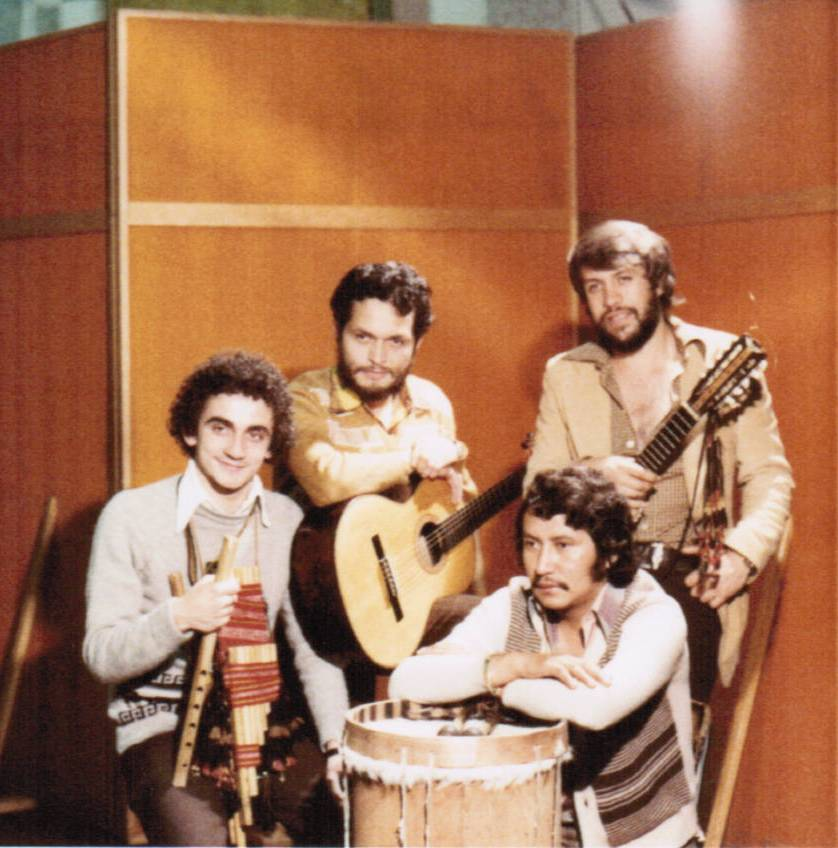
Savia Andina en 1976, con Julio César Paredes, Oscar Castro, Eddy Navia y Alcides Mejia Hanny

Cuando terminó la gira del Sesquicentenario, junto a la delegación, Gerardo y Oscar retornan a Bolivia. Por su parte Eddy y Alcides deciden quedarse en Brasil y junto a Guido Zurita y Román Gonzáles, iniciaron una serie de conciertos en varias Universidades de Río y Sao Paulo. En Sao Paulo, para promover una presentación en la Pontificia Universidad Católica (PUC-SP), se imprimen por primera vez afiches para promover este cuarteto con el nombre de Savia Andina, el 14 de julio de 1975. Desde Brasil, envían instrucciones a la disquera para publicar el disco con el nombre de Savia Andina.
A comienzos de 1976, el disco tiene gran éxito, por lo cual Eddy y Alcides son contactados para volver a Bolivia con el objetivo de promover el grupo, por instrucciones del Sello SABA Ltda. En marzo de 1976, Eddy, Alcides y Oscar se reencuentran en La Paz y reestructuran Savia Andina, completando el cuarteto con el cantautor Julio César Paredes para la promoción del disco en diversas presentaciones.
En 1976, Savia Andina fueron teloneros de las presentaciones de Julio Iglesias en La Paz y recibieron la invitación para continuar con este rol en el Teatro Olympia de París. Este trabajo se desarrolló durante 20 días pese a haber sido contratados para una sola presentación. Después de París van a Madrid donde graban dos discos para Sony/CBS. En 1978 el grupo edita un disco titulado Volumen 4, en el que rompen radicalmente con el estilo seguido hasta el momento y buscan canciones de otros países para grabarlas con instrumentos y ritmos andinos. Este disco sirvió para darse a conocer en Europa y Rusia, abriéndoles las puertas a giras por esas regiones. Este disco será reeditado en 1982 con el nombre Música Selecta. Cabe destacar de esta época la gira a Asia y el éxito en Japón.

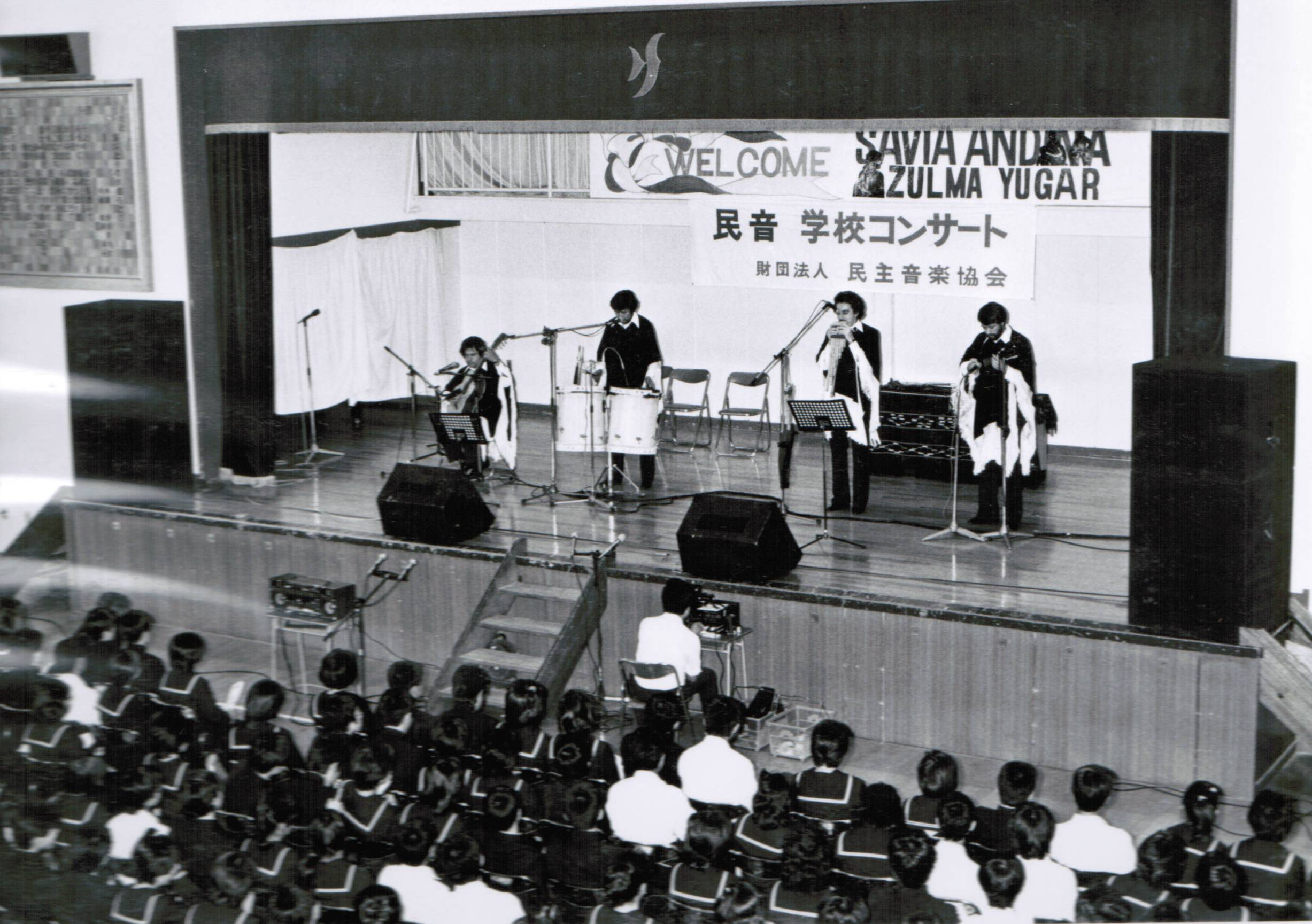
Savia Andina en Japón en los años 70

Ya en 1980 con la salida de Julio César Paredes, y el retorno de Gerardo Arias publican los discos: El minero y K'alanchito en el que interpretan canciones como El Minero, Lamento indio, Por qué estás triste, A los bosques, Leño verde, Rosa carmín y K’alanchito. En 1982 realizan un concierto con la Orquesta Sinfónica de San Antonio, Texas. Siguieron editando canciones importantes como El cisne, Quirquinchito charanguito, Cumbre y Tempestad. Ese mismo año interpretan la banda sonora de la película boliviana Mi socio.
En 1986 se incorpora a Rafael Arias, hermano de Gerardo Arias. Editan las canciones: Potosino soy, Mujer obrera, Alas blancas y Jacha uru.

## Segunda etapa 1990-2010
En 1990 Eddy Navia marcha a EE. UU. y el  Alfredo Coca se hace cargo del charango, Coca sería sustituido por Donato Espinoza en 1995. Alcides Mejía deja también el grupo, y los vientos pasan a manos de Edwin Herrera. Con el tiempo Savia Andina ha dado un carácter más romántico a sus canciones dándoles un toque de modernidad, aunque nunca han roto del todo ese lazo de unión a lo rural, selvático y antiguo que marcaban sus primeras piezas, en los años 90 componen canciones como La mentirosita, Vivo enamorado, Sangre andina, Patrona de mi nación, Urkupiña y Estefanía.
En 1995 editan el disco “Antología de la música boliviana”, una recopilación de piezas que nacen y evocan a las principales poblaciones de Bolivia: La Paz, Tarija, Beni, Oruro y Santa Cruz. Al inicio de los 2000 componen las canciones: Luzmila ñustita y Mi compañera, entre otras. En 2004 repiten el experimento de 1995 y editan el disco Viva Bolivia, en el que recogen composiciones dedicadas a los pueblos de Bolivia. También en 2004 presentan el DVD Savia Andina en concierto, en el que repasan las canciones más populares del grupo.
En 2006 conmemoran el aniversario del grupo “30 años”, ese mismo año los integrantes del grupo son atendidos en la Cámara de los Diputados para recibir una medalla en reconocimiento a su labor cultural. En esta época Edwin Herrera abandona el grupo y los vientos pasan a manos de Luis Siles, el grupo también integra a Martín Arias, quien se encarga de tocar el bajo.
En 2009 graban La historia continúa, un CD más un DVD vendidos en conjunto donde recopilan diez nuevos temas.

## Discografía
- 1976 - Ritmos y canciones del altiplano / Vol. 1
- 1976 - Volumen 2
- 1977 - Volumen 3
- 1977 - Savia Andina (M&S Records)
- 1978 - Ritmos y canciones del altiplano / Vol. 2
- 1978 - Savia Andina (CBS España)
- 1978 - Volumen 4 (reeditado en 1987 como Música selecta)
- 1980 - Savia Andina (Discos Victoria - Colombia)
- 1980 - Bolivia (Campo)
- 1980 - K'alanchito
- 1980 - La amorosa Palomita - Checo Bonilla - Jauja PERU
- 1980 - El minero
- 1982 - El sicuri
- 1983 - Savia Andina (CBS Perú)
- 1986 - Diez años con Savia Andina
- 1987 - Bolivia (Discolandia Dueri & Cia)
- 1988 - Mujer obrera
- 1989 - Viva mi patria
- 1989 - Jacha uru
- 1990 - A Pando
- 1991 - De Bolivia con amor
- 1991 - Sueño de amor
- 1993 - Vocal (recopilatorio)
- 1994 - Instrumental (recopilatorio)
- 1995 - En concierto
- 1995 - Antología de la música boliviana
- 1996 - Sangre andina
- 1997 - Corazón de América
- 1999 - Vale un Potosí
- 1999 - Este mundo
- 2000 - Canto boliviano
- 2001 - Mi compañera
- 2004 - Viva Bolivia
- 2004 - En concierto
- 2006 - Treinta años
- 2009 - La historia continúa
- 2010 - Por los caminos del gran Lípez (CD + DVD)
- 2011 - Quisiera ser cielo
- 2013 - Qué está pasando